# Nazionale di sci alpino della Repubblica Democratica Tedesca
La nazionale di sci alpino della Repubblica Democratica Tedesca è stata la squadra nazionale attraverso la quale la Repubblica Democratica Tedesca ha organizzato lo sci alpino fino al suo scioglimento, nel 1969. Raggruppava tutta gli sciatori di nazionalità tedesca orientale selezionati dagli appositi organi ed era posta sotto l'egida della Deutscher Turn- und Sportbund (DTSB).
Durante la divisione della Germania (1945-1990) gli atleti tedeschi gareggiarono, in sede olimpica, nella Squadra Unificata Tedesca ai Giochi olimpici fino a Innsbruck 1964; dopo quella data ci furono due nazionali tedesche di sci alpino, quella occidentale e quella orientale.
Ai Giochi olimpici invernali la Nazionale tedesca orientale si presentò in un'unica occasione, e con un unico atleta: a Grenoble 1968 con Eberhard Riedel, già componente della Squadra Unificata a Squaw Valley 1960 e Innsbruck 1964, che non ottenne risultati di rilievo.

## Storia

### Das Wunder vom Fichtelberg
Durante gli anni cinquanta e sessanta del XX secolo Heinz Gahler, Ernst Scherzer, Werner Lützendorf, Eberhard Riedel e Peter Lützendorf furono i primi atleti originari della Germania Est a ritagliarsi un ruolo all'interno del Circo bianco, allora dominato atleti alpini o scandinavi. Il gruppo fu conosciuto con il nome di "Das Wunder vom Fichtelberg" (in italiano "Il miracolo del Fichtelberg"), che derivava dal Fichtelberg, la principale vette dei Monti Metalliferi dai quali tutti provenivano.
Un ruolo di primo piano spetta ai due che presero parte ai Giochi Olimpici invernali, Scherzer e soprattutto Riedel, vincitore anche di diverse gare - tra le quali il classico gigante del Chuenisbärgli ad Adelboden - nel periodo immediatamente precedente all'introduzione del circuito della Coppa del Mondo. Altri atleti dei "Wunder vom Fichtelberg" furono, in campo maschile, Karl Süß, Klaus Illing e Rochus Wagner; in campo femminile, Waltraud Nestler e Hannelore Riedel; l'allenatore era Joachim Loos.

### Lo scioglimento
Gli scarsi risultati - oltre a Riedel solo Scherzer riuscì a gareggiare a livello internazionale - contribuirono alla decisione del regime tedesco orientale a non investire nello sci alpino, poiché - anche a causa della conformazione geografica della Germania Est, povera di montagne - tale sport non garantiva rientri, in termini di possibili medaglie olimpiche, dei massicci investimenti necessari per la sua promozione.
Lo sviluppo dello sci alpino in Germania Est venne bruscamente interrotto nel 1969, dopo le Olimpiadi di Grenoble 1968: in base alle logiche propagandistiche del regime, la DTSB adottò infatti nel 1969 la linea della "concentrazione", indirizzando tutte le risorse - umane ed economiche - verso lo sviluppo di sport olimpici potenzialmente più forieri di medaglie olimpiche e quindi di successi propagandistici per il regime. La nazionale di sci alpino venne pertanto sciolta e i suoi atleti congedati.
Dal 1969 in poi la nazionale tedesca occidentale coincise di fatto con la nazionale dell'intera Germania.